# (3736) Rokoske
(3736) Rokoske (1987 SY3) – planetoida z pasa głównego asteroid okrążająca Słońce w ciągu 5 lat i 91 dni w średniej odległości 3,02 j.a. Odkrył ją Edward Bowell 26 września 1987 roku.